# Ungarische Weinkönigin
Die Ungarische Weinkönigin (ungarisch: Magyarország Borkirálynője) repräsentiert die Weine und den Weinbau in Ungarn. 
2008 wurde zum ersten Mal eine Landes-Weinkönigin gewählt. Es war Mária Ildikó Götz aus Hercegkút, nahe Sárospatak.
Die Wahl fand im Juli auf dem Weinfest (ungarisch: Borkiralynő Fesztivál) in Tarcal statt.
Örtliche und regionale Weinköniginnen gab es bereits vorher. Zumindest ist bereits für 2001 eine „Beata vom Plattensee“ überliefert.

## Bisherige Weinköniginnen
1. 2008:0 Mária Ildikó Götz, Hercegkút
2. 2009:0 Nóra Bodor, Gyöngyös
3. 2010:0 Katalin Pfiffer, Mór